# Court Tomb von Rockmarshall

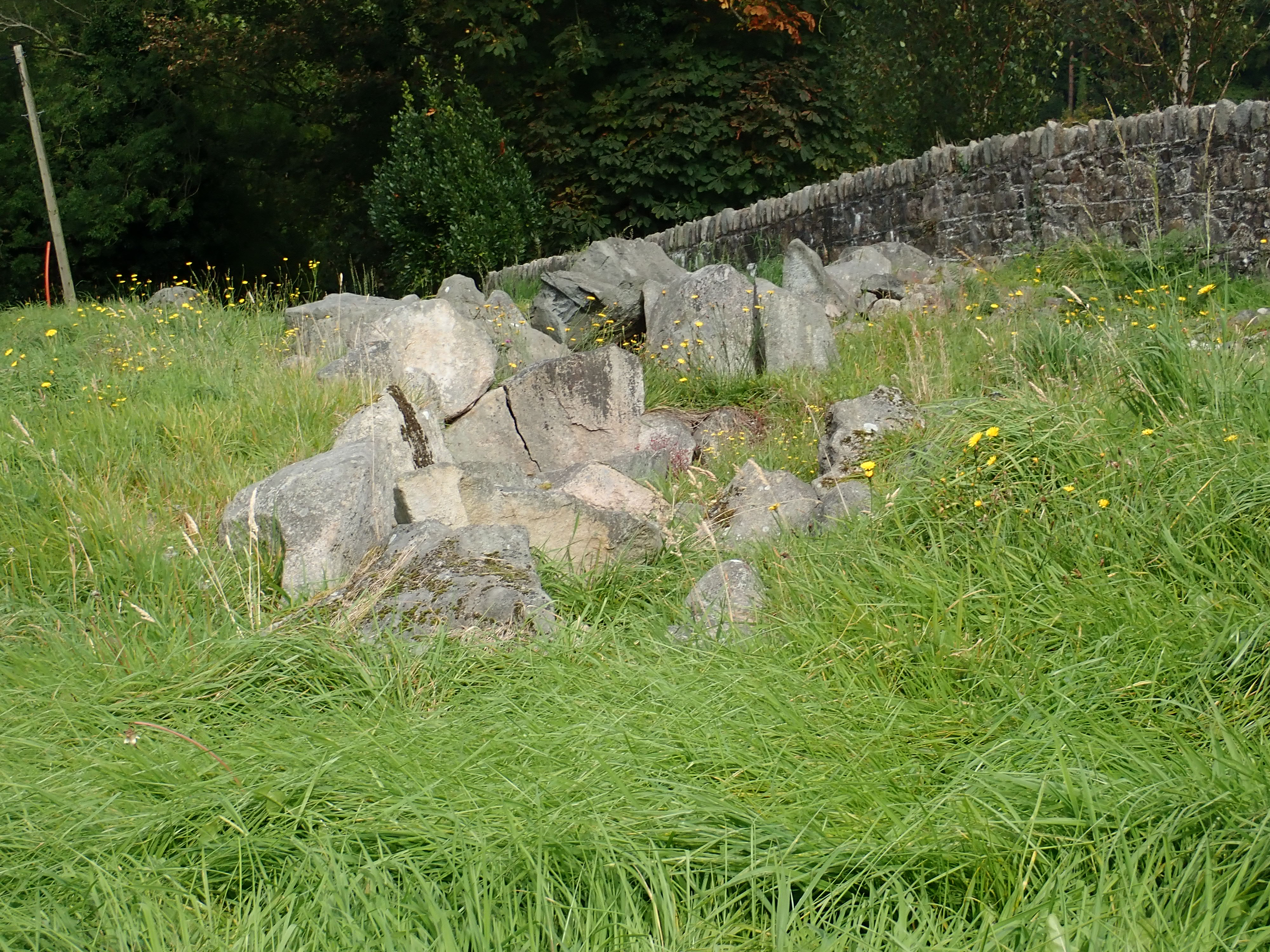
Court Tomb von Rockmarshall

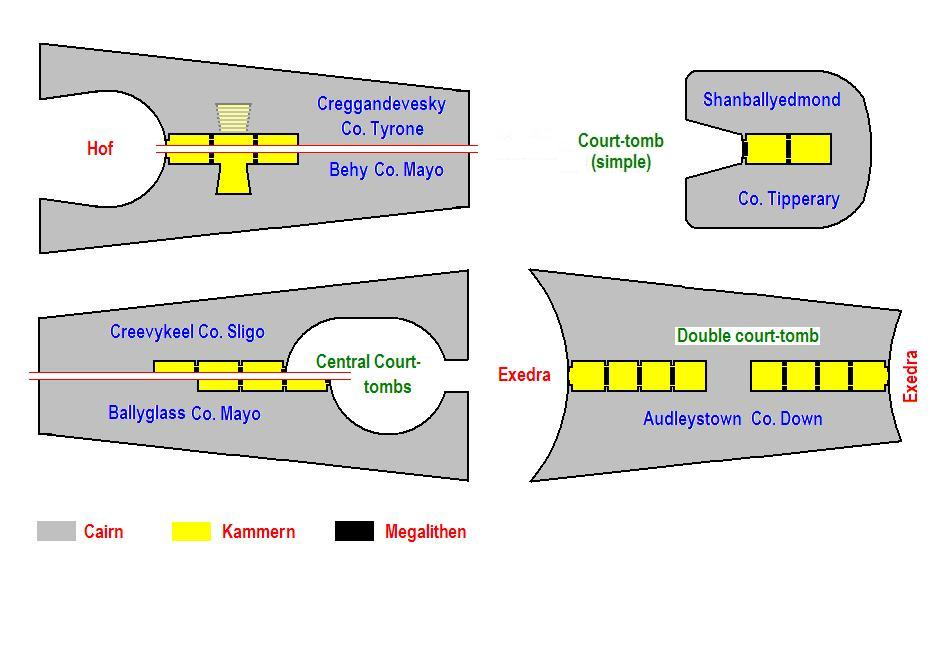
Formen von Court Tombs

Das Court Tomb von Rockmarshall auf der Cooley-Halbinsel liegt im Townland Rockmarshall (irisch Carraig an Mharascalaigh), östlich der R174 (Straße) in der Nähe der Einmündung der R173, im County Louth in Irland. Court Tombs gehören zu den megalithischen Kammergräbern (englisch chambered tombs) auf den Inseln Irland und Großbritannien. Sie werden mit etwa 400 Exemplaren nahezu ausschließlich in Ulster im Norden der Republik Irland beziehungsweise in Nordirland gefunden.
Einigermaßen erhalten sind die mit etwa 14,0 Metern ungewöhnlich lange Galerie aus vier Kammern und die Hälfte der Exedra am nordöstlichen Ende. Die vier Kammern werden von Nordosten nach Südwesten schmaler. Die verwendeten Steine sind niedrig und einige sind umgefallen. Es gibt um die Galerie verstreut eine Menge Cairnmaterial. Der Cairnrand ist jedoch nur an der Nordwestseite der Galerie erkennbar. Eine Feldmauer teilt das Grab und der Südostteil des etwa 3,5 m tiefen Vorhofes fehlt. Der Nordostteil wird von sechs Steinen gebildet.
Der Zugang in die Galerie bestand aus Doppelpfosten, aber nur einer der beiden Innenpfosten ist erhalten. Die erste Kammer ist etwa 2,9 m lang und 2,4 m breit, mit einem Seitenstein an der Nordwest- und zweien an der Südostseite. Ein Pfostenpaar bildet den Übergang zur zweiten Kammer, die mit etwa 2,7 m Länge und 2,0 m Breite etwas kleiner ist als die erste. Ein Türpfostenpaar bildet den Übergang zu der dritten Kammer, aber hier gibt es eine Lücke von etwa einem Meter, bevor diese Kammer beginnt. Der Spalt zwischen der zweiten und dritten Kammer kann nicht oder nur dadurch erklärt werden, dass es sich um ein Double-Court tomb handelt, worauf aber weitere Hinweise fehlen. Die dritte Kammer ist über 4,0 m lang und schmaler als die ersten beiden. Ihre Nordwestwand besteht aus vier Steinen, in der Südostwand ist nur ein Stein erhalten. Ein einzelner erhaltener Pfosten markiert den Übergang zur vierten Kammer, die etwa 2,0 m lang aber nur etwa 1,4 m breit und vom Steinmaterial her sehr lückenhaft ist.